# توجئونگ-دونگ
توجئونگ-دونگ (به لاتین: Tojeong-dong) یک منطقهٔ مسکونی در کره جنوبی است که در ناحیه ماپو واقع شده‌است.